# Etienne Schmit
Etienne Schmit (ur. 1886, zm. 19 grudnia 1937) – luksemburski polityk, w latach 1925–1926 minister finansów Luksemburga.

## Życiorys
Urodził się w 1886 roku.
Swoją karierę polityczną związał z Radikal-Sozialistesch Partei (Radykalną Partią Socjalistyczną) i z jej ramienia sprawował funkcje ministerialne. 20 marca 1925 objął stanowisko ministra finansów w rządzie premiera Pierre’a Prüma. Zastąpił Alphonse Neyens, a urząd sprawował przez szesnaście miesięcy do 16 lipca 1926, kiedy jego następcą został Pierre Dupong.
Zmarł w 19 grudnia 1937 roku.